# Bathyraja leucomelanos
Bathyraja leucomelanos — вид хрящевых рыб рода глубоководных скатов семейства Arhynchobatidae отряда скатообразных. Обитают в тропических водах Тихом океане между  21° ю .ш и 22° ю. ш у берегов Новой Каледонии. Встречаются на глубине до 1022 м. Их крупные, уплощённые грудные плавники образуют округлый диск со треугольным рылом. Максимальная зарегистрированная длина 88,8 см. Не являются объектом целевого промысла. 

## Таксономия
Впервые вид был научно описан в 2012 году. Видовой эпитет происходит от слов др.-греч. λευκό — «белый» и др.-греч. μέλας — «чёрный». Голотип представляет собой взрослого самца длиной 89,5 см, пойманного у западного побережья Новой Каледонии на глубине 953—1022 м (21°25′ ю. ш. 157°50′ в. д.).

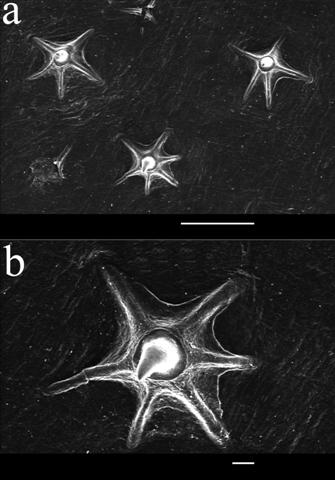
Дорсальная поверхность диска равномерно покрыта мелкими шипами

## Ареал
Эти скаты являются эндемиками вод, омывающих Новую Каледонию . Встречаются на глубине 953—1022 м.

## Описание
Широкие и плоские грудные плавники этих скатов образуют ромбический диск с широким и вытянутым треугольным рылом и закруглёнными краями.  Рыла имеет тонкий поддерживающий каркас из гибкой хрящевой ткани. Передние края диска прямые. На вентральной стороне диска расположены 5 жаберных щелей, ноздри и рот. Диаметр глаз в 6 раз меньше расстояние от кончика рыла до глаз и в 0,73 раза меньше межглазного расстояния.  Длина довольно широкого рта составляет 6,8 % длины тела. Тонкий хвост средней длины немного приплюснут. На хвосте имеются латеральные складки. У этих скатов 2 редуцированных спинных плавника и редуцированный хвостовой плавник. Дорсальная поверхность диска полностью покрыта мелкими тонкими шипиками. Кожа брюшной поверхности голая. Крупные колючки на диске отсутствуют. На хвосте имеется ряд из 18 крупных колючек, сжатых в боковой проекции. Диск окрашен в белый цвет за исключением чёрной окантовки. На верхней челюсти имеется 30, а на нижней 28 зубных рядов. Грудные плавники сформированы 88 лучами.    

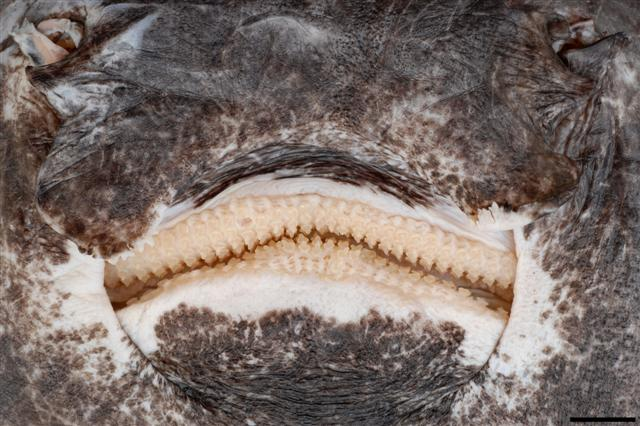
Рот, расположенный на вентральной поверхности диска

Максимальная зарегистрированная длина 89,5 см.    

## Взаимодействие с человеком
Эти скаты не являются объектом целевого лова. Международный союз охраны природы  пока не оценил охранный статус вида.